# Baissea wulfhorstii
Baissea wulfhorstii là một loài thực vật có hoa trong họ La bố ma. Loài này được Schinz mô tả khoa học đầu tiên năm 1896.